# Опытное Поле (Восточно-Казахстанская область)
Опытное поле (каз. Опытное поле) — село в Глубоковском районе Восточно-Казахстанской области Казахстана. Административный центр и единственный населённый пункт Опытнопольского сельского округа. Код КАТО — 634061100.

## Географическое положение
Село Опытное Поле примыкает к северным окраинам города Усть-Каменогорск и находится примерно в 21 км к юго-востоку от районного центра, посёлка Глубокое.

## Население
В 1999 году население села составляло 4478 человек (2215 мужчин и 2263 женщины). По данным переписи 2009 года, в селе проживали 4704 человека (2214 мужчин и 2490 женщин).

## Объекты социальной сферы
- КГКП «Восточно-Казахстанский областной противотуберкулёзный диспансер» управления здравоохранения Восточно-Казахстанской области.